# Amaracarpus brassii
Amaracarpus brassii är en måreväxtart som beskrevs av Elmer Drew Merrill och Lily May Perry. Amaracarpus brassii ingår i släktet Amaracarpus och familjen måreväxter. Inga underarter finns listade i Catalogue of Life.